# Ramarino da Salerno
Pour les articles homonymes, voir Salerno (homonymie).
Girolamo Ramarino da Salerno est un peintre italien de la Renaissance (XVIe siècle), né à Salerne.

## Biographie
Ramarino da Salerno fut actif à Naples.

## Œuvres
- Madone à l'enfant, photo
- Polyptyque[1], en partenariat avec Cesare Da Sesto, Abbaye de Cava de' Tirreni (Salerno, Italie) [2]